# Kramer Morgenthau
Kramer Morgenthau (* Dezember 1966 in Cambridge, Massachusetts) ist ein US-amerikanischer Kameramann.

## Leben
Kramer Morgenthau wurde als Sohn des Fernsehproduzenten Henry Morgenthau III und der österreichischen Migrantin Ruth Schachter, die während des Zweiten Weltkrieges in die USA flüchtete, in Cambridge geboren. Er ist ebenfalls der Enkel des ehemaligen Finanzministers der Vereinigten Staaten Henry Morgenthau und Urenkel des ehemaligen US-amerikanischen Botschafters Henry Morgenthau senior. Während seine Mutter als politische Beraterin an der Brandeis University arbeitete, reiste Morgenthau mit seinem Vater, der Dokumentarfilme für PBS drehte, nach Afrika, Europa und an andere Orte.
Nachdem er bei weiteren Firmen und Dokumentarfilmern als Assistent gearbeitet hatte, studierte Morgenthau Fotografie am Rochester Institute of Technology und graduierte 1989 in Filmwissenschaften an der University of Rochester. Seit seinem Langspielfilmdebüt als Kameramann mit dem 1995 erschienenen Comedy-Drama Multiple Futures, drehte Morgenthau Filme wie Dogtown, Godsend und Das perfekte Verbrechen. Ebenfalls wurde er für seine umfangreiche Fernseharbeit bereits fünfmal für den Emmy nominiert.

## Filmografie (Auswahl)
- 1995: Multiple Futures
- 1995: Synthetic Pleasures
- 1996: Joe & Joe
- 1997: Dogtown
- 1999: Die Akte Romero (The Big Brass Ring)
- 2001: Ein Mann für geheime Stunden (The Man from Elysian Fields)
- 2002: Imperium – Zwei Welten prallen aufeinander (Empire)
- 2004: Godsend
- 2004: Die fünf Menschen, die dir im Himmel begegnen (The Five People You Meet in Heaven)
- 2005: Havoc
- 2007: Full of It – Lügen werden wahr (Full of It)
- 2007: Das perfekte Verbrechen (Fracture)
- 2007: Zauber der Liebe (Feast of Love)
- 2008: The Express
- 2008: Life on Mars (Fernsehserie, eine Episode)
- 2009: FlashForward (Fernsehserie, eine Episode)
- 2010: Boardwalk Empire (Fernsehserie, 5 Episoden)
- 2011: Too Big to Fail – Die große Krise (Too Big to Fail)
- 2012: The Factory
- 2013: Thor – The Dark Kingdom (Thor – The Dark World)
- 2014: Kiss the Cook – So schmeckt das Leben! (Chef)
- 2015: Terminator: Genisys
- 2017: Rebel in the Rye
- 2018: The Darkest Minds – Die Überlebenden (The Darkest Minds)
- 2018: Creed II – Rocky’s Legacy (Creed II)
- 2019: American Son
- 2021: Respect
- 2021: The Many Saints of Newark
- 2022: Spirited
- 2023: Creed III – Rocky’s Legacy (Creed III)
- 2025: Captain America: Brave New World

## Auszeichnungen
Emmy
- 2005: Nominierung für Outstanding Cinematography for a Miniseries or Movie von „The Five People You Meet in Heaven“
- 2009: Nominierung für Outstanding Cinematography for a One Hour Series von „Life on Mars“
- 2010: Nominierung für Outstanding Cinematography for a One Hour Series von „FlashForward“
- 2011: Nominierung für Outstanding Cinematography for a Miniseries or Movie von „Too Big to Fail – Die große Krise“
- 2011: Nominierung für Outstanding Cinematography for a Single-Camera Series von „Boardwalk Empire“